# Ангел Златые Власы
«А́нгел Златы́е Власы́», также известный как «Арха́нгел Гаврии́л» — новгородская икона XII века. Хранится в Государственном Русском музее в Санкт-Петербурге, в собрании которого является древнейшей иконой. Изображает Архангела Гавриила по плечи.

## Описание
На иконе по плечи изображён архангел Гавриил с наклонённой влево головой. Икона написана на деревянной доске (липа), которая имеет небольшой изгиб. На краях доски видны круглые следы от шпонок, в которые вставлялись сквозные деревянные штыри. И. А. Шалина называет такой способ крепления нетипичным для древнерусской иконописи. Первоначально золотистый фон был утрачен, вероятно, из-за плотного оклада. В XVII веке было произведено обновление фона, при котором мастер вырезал изначальный левкас и написал зелёный фон; в это же время была нанесена золотая разделка волос, которая впоследствии многократно дорабатывалась. Во время реставрации была усилена опись глаз, бровей и носа. Учёные Службы реставрации музейных ценностей ГРМ обнаружили золото разных составов. Лишь небольшой участок на левом плече Гавриила сохранил первоначальный ассист, нанесённый тонкими линиями иглообразной формы. Для подрумянки была использована киноварь. Наибольшее количество оригинальных красочных слоёв осталось на лике архангела. На щеке и волосах наблюдаются небольшие отсечения слоёв, на волосах и шее есть следы поздних доработок. Лико изображено редким бессанкирным способом.

## История
Галина Колпакова предполагает, что «Ангел Златые Власы» был написан в Новгороде. Того же мнения придерживался и Михаил Алпатов. В художественном стиле просматривается схожесть с росписью церкви Спаса на Нередице в Новгородской области. Отнести работу к новгородской школе иконописи помогает «утрированность» изображения, большие глаза, изогнутый нос, что характерно для новгородской живописи 1200 года. Достоверно датировать образ невозможно. Виктор Лазарев относил «Ангела Златые Власы» к иконам 30—90-х годов XII века. Возможно, произведение являлось частью ныне утерянного деисусного чина, и не являлась самостоятельным объектом моления. Указать на принадлежность иконы к новгородской школе и XII веку Герольду Вздорнову помогли обнаруженные стилистические сходства с «Устюжским Благовещением» и «Спасом Нерукотворным», созданными в тот же период в Новгороде. Алексей Некрасов и Николай Порфиридов, однако, относили работу к началу — первой половине XII столетия. Отмечалось также глубокое влияние византийской иконописи на мастера. Искусствовед В. К. Лаурина предполагала даже греческое происхождение иконы.
Икона была обнаружена в 1864 году в Московском Кремле в колокольне Ивана Великого. На неё обратил внимание историк и музейный сотрудник Георгий Филимонов, когда отбирал иконы для отдела христианской древности Румянцевского музея, в котором икона содержалась вплоть до 20-х годов XX века. В отчёте с описью поступивших туда экспонатов «Ангел Златые Власы» был представлен как «прекрасный лик архангела из полного погрудного деисуса». Работники музея отнесли её к категории икон «греческого стиля, написанных не позднее XVI века», а на рубеже веков — к копии работы Симона Ушакова. В 1923 году Е. И. Брягин провёл расчистку иконы, после чего она попала в фонд Государственного исторического музея. В 1926 году музей экспонировал её в рамках выставки древнерусской иконописи. Была перемещена в Государственную Третьяковскую галерею в 1930 году и во время обмена экспонатами в 1934 году попала в Государственный Русский музей для пополнения коллекции домонгольской живописи, где содержится до сих пор под инвентарным номером ДРЖ-2115. Как отмечает Служба реставрации музейных ценностей Государственного Русского музея, «Ангел Златые Власы» является самым древним памятником в собрании живописи музея. Исторически располагается в первом зале.
В 1970-х годах икона участвовала в выставках «Живопись древнего Новгорода и его земель XII—XVII веков» в Ленинграде и «Живопись домонгольской Руси» в Москве. В 1997 году экспонировалась в Нью-Йорке, в 2004-м — в Риме, а в 2005-м в ГМИИ имени Пушкина.

### Возможность богослужебного использования иконы
В 2015 году в Государственный Русский музей поступило письмо от фонда «Иваново Дело», организованного российским бизнесменом Сергеем Шмаковым, о возможности использования иконы в богослужениях, на что музей ответил отрицательно. Научный сотрудник Надежда Пивоварова утверждала, что икона имеет «хрупкий красочный слой», из-за чего «Ангел Златые Власы» не может подвергаться перепадам температур, чего невозможно избежать при перемещении иконы в храмы. В 2017 году в Русский музей поступило письмо о возможности экспонирования иконы в церкви Архангела Михаила при Михайловском замке от имени Ю. А. Евтюхина, директора департамента культурного наследия Министерства культуры, который ссылался на обращение «Иванова Дела». Музей посетил министр культуры Владимир Мединский, он проинспектировал условия хранения иконы, которыми остался доволен. Директор музея Владимир Гусев, заместитель министра культуры О. В. Рыжков и другие провели совещание, на котором были объявлены условия экспонирования памятника, предложенные «Ивановым Делом»: помещать икону от 4 до 12 раз в год в Церковь Архангела Михаила, каждый раз сроком на две недели. Помимо отсутствия требуемого температурного режима, весь Михайловский замок, как указывал начальник службы безопасности Русского музея, требовал переоборудования системы безопасности, для чего была необходима реставрация внутренних помещений. Выделить 4 млн рублей на реставрацию церкви решила компания «Сапсан». Провести первую службу с участием «Ангела Златые Власы» планировалось уже 21 ноября 2017 года. При этом Шмакову предлагали изготовить список иконы, однако тот отказался, настаивая на подлиннике. В конце концов, после протестов сотрудников музея министр Мединский заверил, что «„Ангела“ никто трогать не будет».

## Значение
Искусствовед Лев Любимов называет «Ангела Златые Власы» «шедевром мирового значения». Он связывает «византийскую печаль», находящуюся в образе архангела, с «отражением русской души». Сравнивая работу с «Устюжским Благовещением», Михаил Алпатов отмечал «особую задушевность» и «суровую сдержанность и аскетизм» образа Гавриила.